# Monclova
Monclova – miasto w północnym Meksyku, w stanie Coahuila, w górach Sierra Madre Wschodnia. Wraz z miastami Frontera, Castaños tworzy obszar metropolitarny. Miasto liczy ponad 200 tys. mieszkańców i jest siedzibą gminy o tej samej nazwie.
W mieście rozwinął się przemysł chemiczny, spożywczy oraz hutniczy.

## Miasta partnerskie
- Laredo, Stany Zjednoczone
- Cadereyta Jiménez, Nuevo León, Meksyk,
- Linares, Nuevo León, Meksyk,
- Saltillo, Coahuila, Meksyk